# Dypsis scottiana
Espèce
Synonymes
- Neophloga affinis Becc.[1] [2]
- Neophloga scottiana (Becc.) Becc.[1] [2]
- Phloga scottiana Becc.[1] [2]

Statut de conservation UICN

 VU B1ab(ii,iii,v)+2ab(ii,iii,v); D1 : Vulnérable
Dypsis scottiana est une espèce de plantes de la famille des Arecaceae.

## Publication originale
- Palms of Madagascar 239. 1995.